# فرنک دبلیو. بویکین
فرنک ویلیام بویکین سنیور (.Frank William Boykin Sr)‏ (۲۱ فوریه ۱۸۸۵–۱۲ مارس ۱۹۶۹)،‏ از سال ۱۹۳۵ الی ۱۹۶۳ به‌عنوان عضو کنگره دموکرات در حوزهٔ انتخابیه اول کنگره آلاباما خدمت کرد. بویکین که پسر مساقات بود، با وجودی‌که اقدامات کارآفرینی وی منجر به تحقیقات جنایی و پیگردهای متعددی ـ هم قبل از خدمت قانون‌گذاری و هم پس از پایان آن شد، اما با این وجود به ثروتمندترین مرد شهر موبیل تبدیل شد.

## اوایل زندگی و خانواده
بویکین چهارمین فرزند از ده فرزند مساقات جیمز کلرک بویکین و همسرش گلوینیا ارمنیا اینسووت در بلادون اسپرینگز آلاباما متولد شد، تحصیلات اندک بویکین در کلاس چهارم به پایان رسید. در سال ۱۸۹۳ خانوادهٔ بویکین به فیرفورد در شهرستان واشینگتن نقل مکان کرد و فرنک در آنجا در ابتدا در فروشگاه خانواده کمک می‌کرد.

## حرفه
بویکین با سخت‌کوشی و پشت کار به یک بازرگان موفق تبدیل شد و به الوار، روغن تربانتین، فروشگاه‌های ارتش و املاک و مستغلات علاقه داشت. بعداها حکایت کرد که در ۱۲ سالگی از مسئول آب یکی از خدمه ساخت راه‌آهن شهرستان واشینگتن به توزیع کننده امکانات و برنامه‌گذار تبدیل شد. در ۱۵ سالگی مدیر کمیساری راه‌آهن متعلق به شرکت تولیدی سیبورد کانزاس سیستی شد. سال بعد از آن بویکین و جان ایوریت نخستین فروشگاه بلوک را در شهرستان واشینگتن ساختند و در سال ۱۹۰۵ بویکین نخستین ماشین اره کشی را خریداری کرد. در سال ۱۹۱۵ بویکین به شهر نزدیکی موبیل که رفت و با ایوریت به سرمایه‌گذاری روی املاک و مستغلات، ماشین‌های اره کشی و فروشگاه‌های ارتش ادامه دادند. برخی اوقات آن‌ها املاک و مستغلات را خاصتاً از آمریکائیان بومی چاکتاو در بدل قرضه فروشگاه‌های شان می‌گرفتند که این کارشان بعداً مورد انتقاد قرار گرفت.
در جریان جنگ اول جهانی، قراردادهای کشتی‌سازی منجر به صنعتی شدن شهر موبیل شد و بویکین به‌عنوان مدیر اجرایی در چندین شرکت کشتی‌سازی مشغول به کار شد. وی همچنین به یکی از مشهورترین متهمان در دادرسی‌های ۱۹۲۴ و سال ۱۹۲۵ ویسکی در موبیل بود، چنانچه در زیر به آن پرداخته شده‌است. در سال ۱۹۲۷، ایوریت، شریک بویکین فوت کرد و با فوت وی بویکین مدیر اجرائی شرکت شد. در سال ۱۹۳۹، بویکین سهم باقی‌مانده خانوادهٔ ایوریت در سرمایه‌گذاری مشترک را در بدل مبلغ ۹۹۰۰ دلار خریداری کرد که برادرش مت بویکین، قاضی دادگاه امور وصایای ارث این خریداری را مورد تأیید قرار داد.

## حرفهٔ سیاسی
در سال ۱۹۳۵ پس از انتصاب جان مکدافی، عضو کنگره در منصب قضاوت فدرال، بویکین از حوزهٔ انتخابیهٔ نخست مستقر در شهر موبیل، به عضویت در کنگره انتخاب شد. از آنجائیکه بویکین از دههٔ ۱۹۲۰ به بعد در هیچ انتخابات رای نداده بود، باید مالیات سرانه ۱۴ ساله را پرداخت می‌کرد تا می‌توانست برای خود رای بدهد. او در سال ۱۹۳۶ دوباره برندهٔ کرسی شد و ۱۲ مرتبه مجدداً انتخاب شد. بویکین در طول سال‌های ۱۹۳۹، ۱۹۴۰ و ۱۹۴۱، از کمک به بریتانیا در جنگ علیه آلمان نازی حمایت کرد. بویکین بر قانون وام و اجاره سال ۱۹۴۱ رای مثبت داد تا کمک‌های مادی را به ارتش بریتانیا فراهم نماید. او از سال ۱۹۴۳ تا سال ۱۹۴۷، رئیس کمیتهٔ ثبت اختراعات مجلس بود. در سال ۱۹۴۶ در یک انتخابات ویژه برای کرسی مجلس سنای ایالات متحده کاندید شد اما در جایگاه سوم قرار گرفت.
بویکین یگانه عضو کنگره محسوب می‌شد که ماموریتش مراقبت از شهروندان حوزهٔ انتخابیهٔ خودش بود. اگر چه نظر به سابقه خدمتش، می‌توانست میلیون‌ها دلار فدرال را به حوزهٔ انتخابیه خودش بکشاند، اما وی بیش از هر عضو دیگر نمایندهٔ کنگره ایالتی به‌خاطر رای نام خوان (نوع رای شمارشی که در آن هر رای‌دهنده با خوانده شدن نامش رای خود را اعلام می‌نماید و به نام وی ثبت می‌شود) مشهور بود. بویکین با وجودی‌که در قسمت کمک به موکلین سیاه‌پوست حتی آن‌های که قادر به رای‌دهی نبودند شهرت داشت، اما با این وجود از جداسازی نژادی حمایت کرد. وی یک رابطه فوق‌العاده گرم با الکس هیرمن، پدر الکس هرمن وزیر کار بل کلنتون داشت. به‌طور مثال، در جریان انتخابات جنجالی سال ۱۹۶۲ هرمن را تشویق کرد تا آرای سیاه‌پوستان منطقه موبیل را به سناتور جی. لیستر هیل بسیج نماید. باور بر این است که تفاوت ۶۰۰۰رای پیروزی هیل در آن انتخابات تا حد زیادی با دلیل مشارکت قوی سیاه‌پوستان شهر موبیل بود.
بویکین در ۱۹۵۷ با امضای مانیفست جنوبی سال ۱۹۵۶ که به دستور دادگاه عالی در پرونده بروان علیه هیئت آموزشی با جدایی زدایی از مدارس دولتی مخالف بود، بر قانون حقوق مدنی رای منفی داد.
بویکین در سال ۱۹۶۲ زمانی‌که پس از سرشماری ۱۹۶۰ ایالات متحده، هیئت نمایندگی کنگره آلاباما از نه نفر به هشت نفر تقلیل یافت، کرسی خود را از دست داد. مجلس قانون‌گذاری ایالتی در مورد این‌که کدام ناحیه را باید حذف نماید به توافق دست نیافت از این‌رو تمامی نه نمایندهٔ فعلی در یک انتخابات غیرمعمولی سراسری با یکدیگر به رقابت پرداختند. در این انتخابات، هر کسی که در جایگاه اخیر قرار می‌گرفت حذف می‌شد، در حالی‌که هشت نفر باقی‌مانده نمایندهٔ کلی کنگره خواهند شد. بویکین در جایگاه اخیر قرار گرفت و با کسب ۱۰۰۰۰۰رای از نفر هشتم کنت ای. رابرتس، نمایندهٔ حوزهٔ انتخابیهٔ چهارم، عقب افتاد.

## اتهام فساد
در جریان ممنوعیت الکل در ایالات متحده، بویکین یکی از متهمان برجستهٔ «دادرسی‌های ویسکی» شهر موبیل بود و این دادرسی‌های زمانی آغاز شد که اوبر یبرویلز، دادستان ایالات متحده برای آلابامای جنوبی اعلام کرد که بویکین در تلاش پرداخت رشوه به وی بود. اگرچه اتهامات ابتدائی پس از حکم مستند و مستدل که دادستان‌ها را از معرفی مکاتبات بویکین با هردینگ بازمی‌داشت، رد شد، اما بویکین بعداً محکوم شد و سپس محکومیت وی توسط دادگاه استیناف لغو شد.

## محکومیت به رشوه‌خواری
در ماه ژوئیه سال ۱۹۶۳، بویکین به اتهام توطئه و تعارض منافع مرتبط با معاملات زمین در ایالت مریلند و ویرجینیا با استفاده از نفوذ خود در کنگره به‌منظور رد اتهامات کلاه‌برداری علیه بانک‌دار جی. کنیت ادلین، به جرم توطئه و تعارض منافع محکوم شد. وی شش ماه مجازات حبس تعلیقی را سپری کرد و جریمه شد. رئیس‌جمهور جانسون به درخواست رابرت اف. کنیدی، دادستان کل، در سال ۱۹۶۵ بویکین را عفو کرد.

## زندگی شخصی
بویکین در سال ۱۹۱۳، با اوکلاو گان، اهل توماس‌ویل ایالت آلاباما ازدواج کرد. در طول حدود ۵۶ سال ازدواج شان، صاحب پنج فرزند شدند و آن‌ها را بزرگ کردند. بویکین مکرراً به خانمش خیانت می‌کرد و علناً در رختکن تالار مجلس در مورد خیانت‌های خود لاف می‌زد. به گفتهٔ پسرش، اوکلاو سراسر از خیانت‌های متعدد شوهرش با خبر بود.

## مرگ و میراث
بویکین در سال ۱۹۶۹ در اثر سکته قلبی در واشینگتن دی. سی فوت کرد و باقی‌مانده اعضای فامیلش به شهر موبیل در ایالت آلاباما جاییکه در قبرستان پاین کریست به خاک سپرده شده بود، برگشتند. در سال ۱۹۷۳، خانواده‌اش اجازه چاپ زندگی‌نامه پس از مرگ وی را تحت عنوان همه چیز برای عشق در دنیای این مرد ساخته شده‌است را اجازه دادند که بعد از آن دیگر به چاپ نرسید.
چندین محل در ناحیهٔ قبلی وی بنام وی نام‌گذاری شده‌است، از جمله مجتمع مسکن فقرا، یک مدرسهٔ ابتدائی در مکینتاش و یک شاهراه بزرگ. به مدت شصت سال، شرکت تنساو لند و تایمبر این خانواده، اجازه ورود شکارچیان به زمین شان در سیترونل را می‌دادند اما در سال ۲۰۱۵ این خانواده فسخ روابطی را که ناحیهٔ مدیریت فرنک دبلیو و راب ام. بویکین ایجاد کرده بودند، اعلام کرد. بورسیه تحصیلی در هانتینکدون در مونتگومری نیز به افتخار عضو سابق کنگره، بویکین، در نظر گرفته شده‌است.